# Вила-де-Сан-Себаштиан
Вила-де-Сан-Себаштиан (порт. Vila de São Sebastião)  —  населённый пункт и район в Португалии,  входит в округ Азорские острова. Расположен на острове Терсейра. Является составной частью муниципалитета  Ангра-ду-Эроижму. Население составляет 1984 человека на 2001 год. Занимает площадь 24,36 км².
Покровителем района считается Святой Себастьян (порт. São Sebastião).